# Säckbagge
Säckbagge (Clytra quadripunctata) är en skalbaggsart som först beskrevs av Carl von Linné 1758.  Säckbagge ingår i släktet Clytra, och familjen bladbaggar. Arten är reproducerande i Sverige.

## Bildgalleri

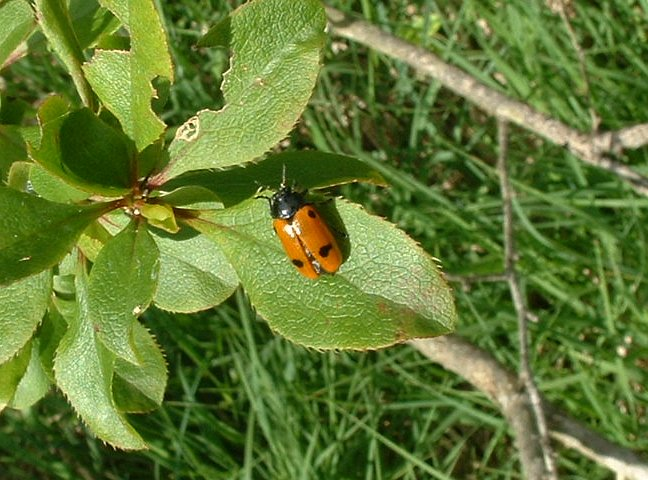
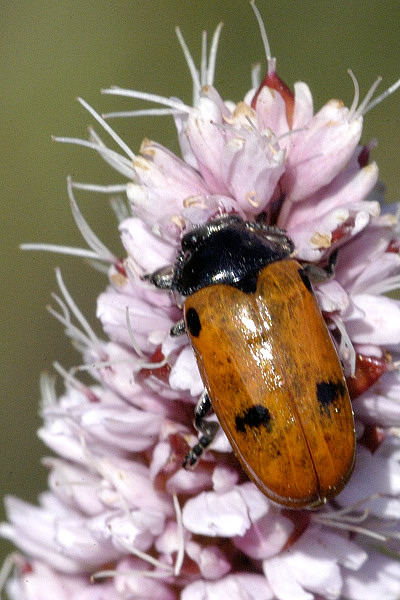
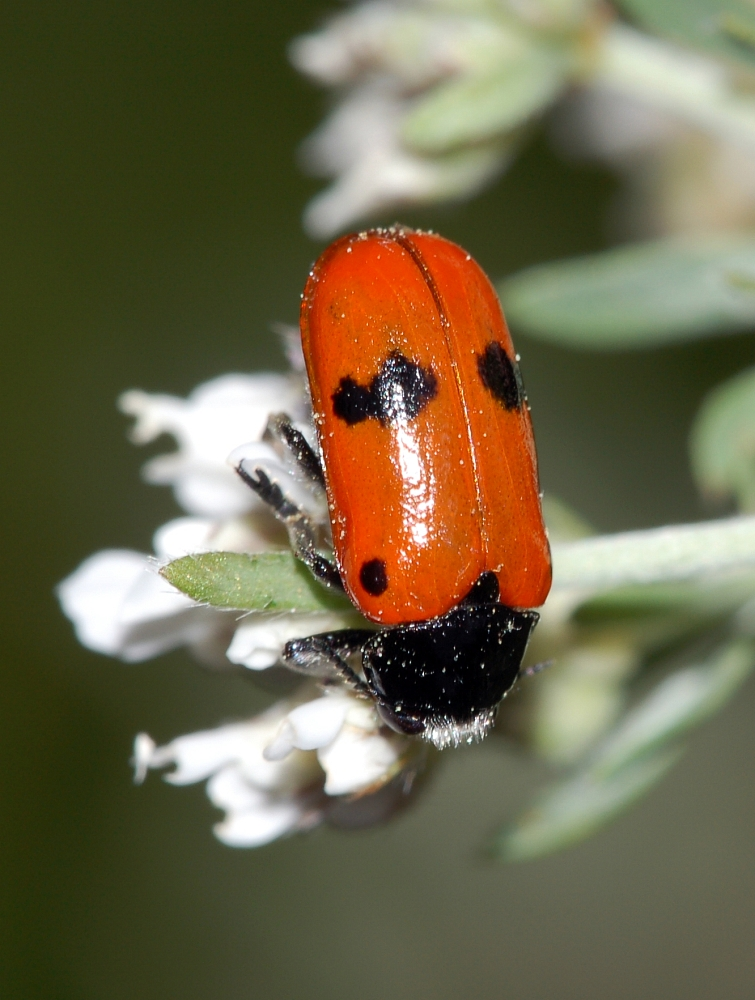
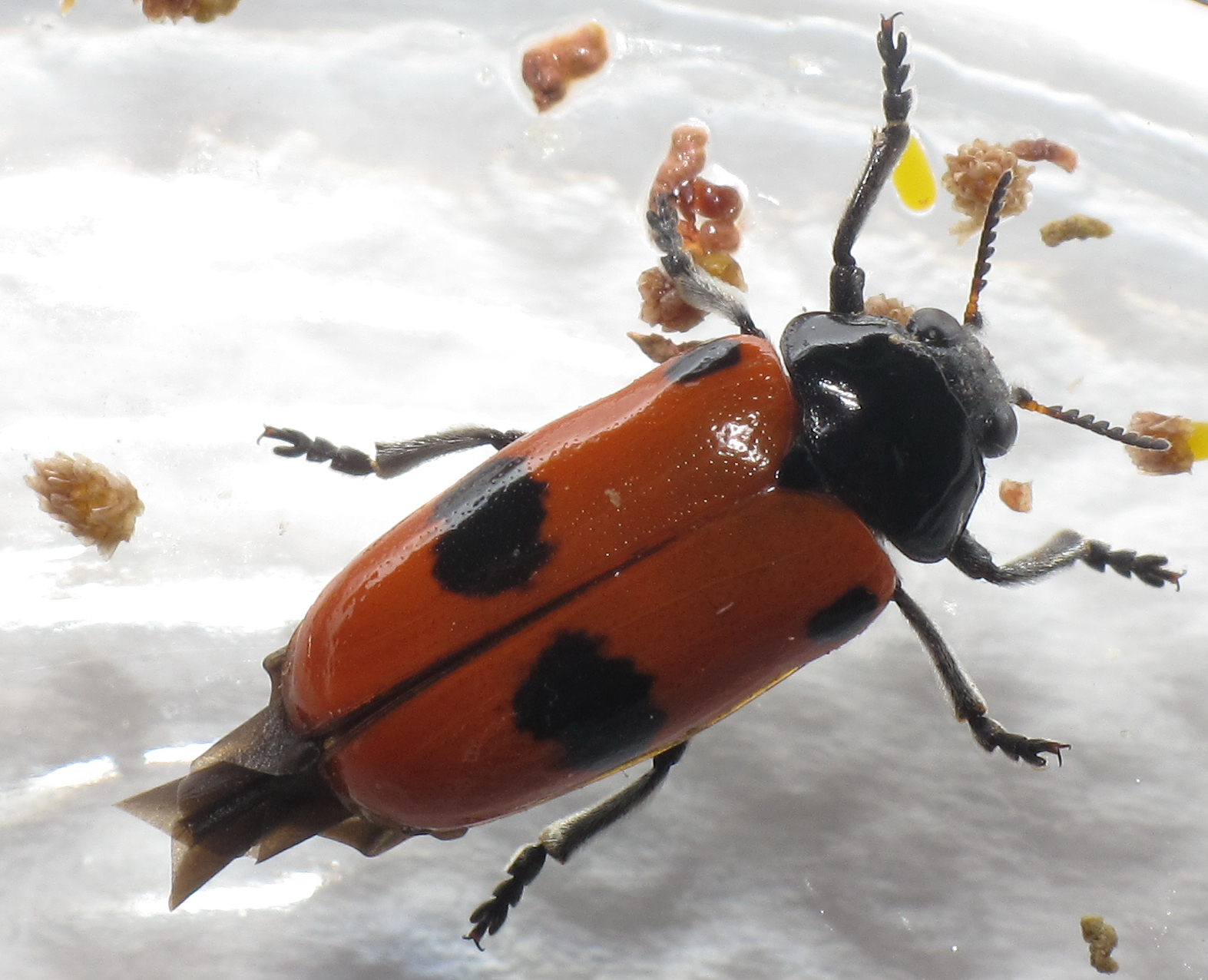
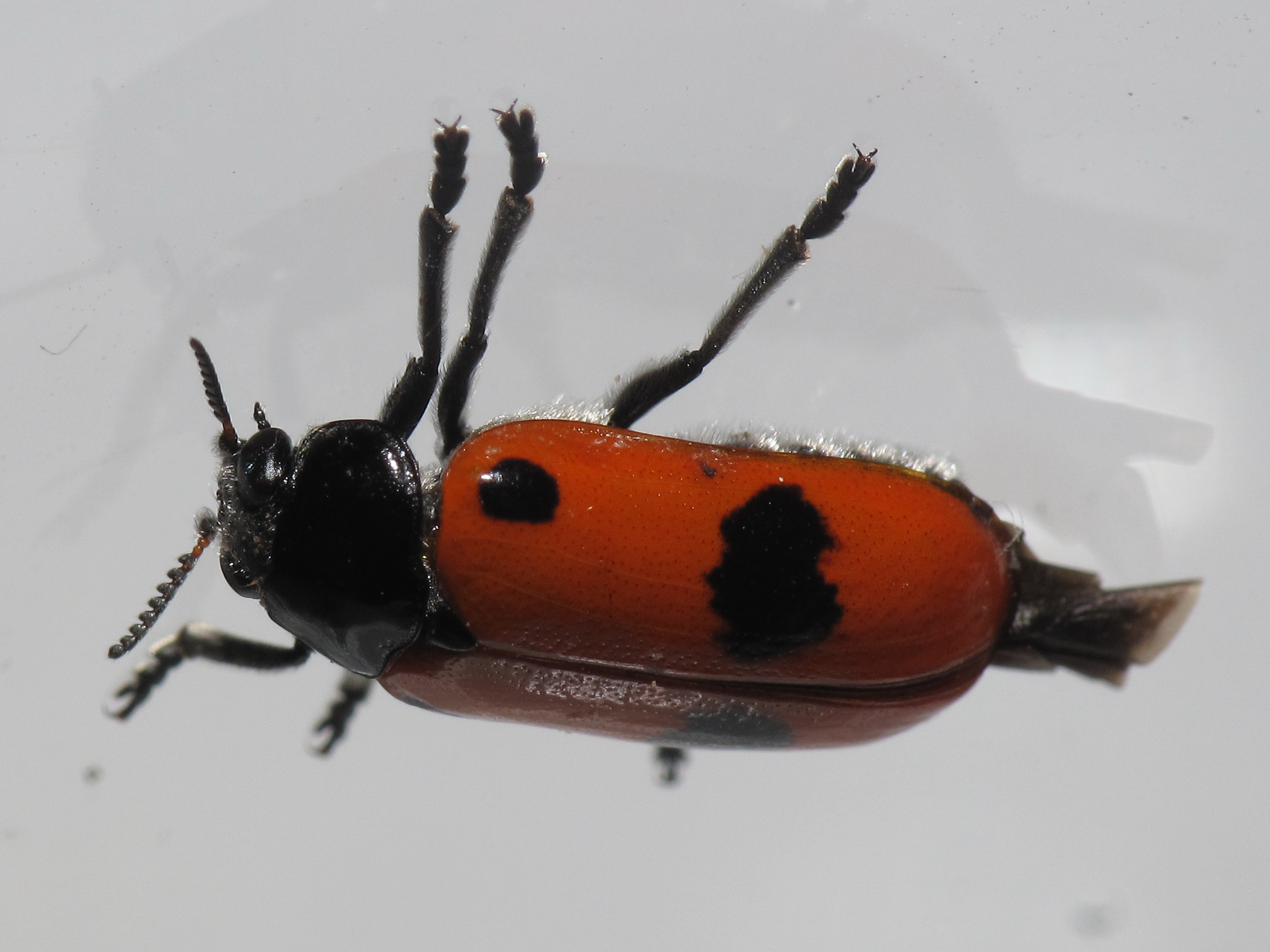
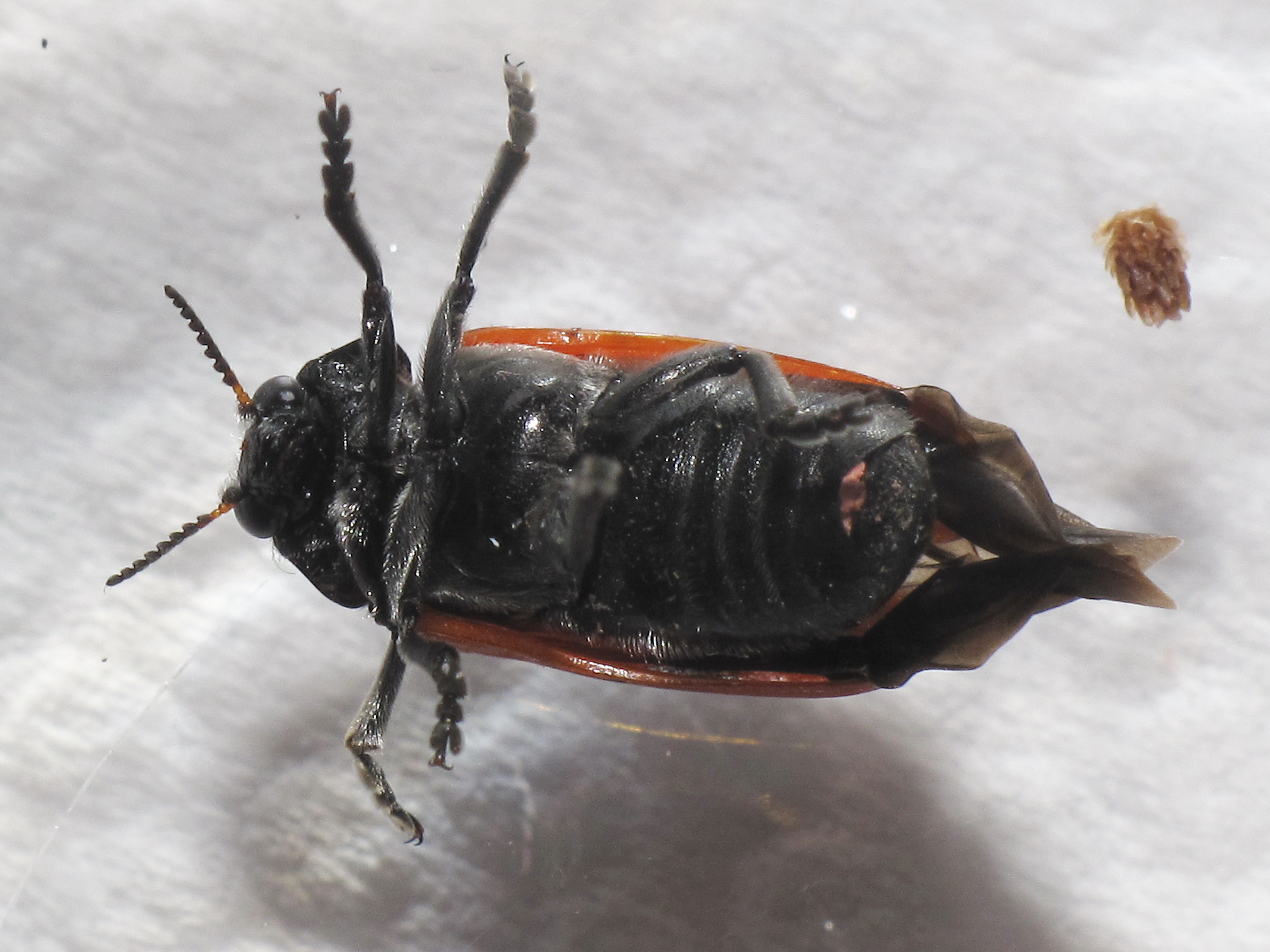